# Garbage
Garbage je škotsko-američka rock skupina osnovana 1994. godine u Madisonu, Wisconsin. Članovi skupine su Duke Erikson, Shirley Manson, Steve Marker i Butch Vig.
Skupina je u prodaju pustila niz izrazito uspješnih pjesama 1995. i 1996. godine, kulminirajući hitom Stupid Girl. Njihov prvi album, Garbage, bio je neočekivano uspješan, prodavši se u 5 milijuna kopija diljem svijeta, dostigavši dvostruki platinasti status u Ujedinjenom Kraljevstvu, Sjedinjenim Američkim Državama i Australiji. Skupina je kasnije provela dvije godine radeći na svom sljedećem albumu, Version 2.0, koja je dostigla vrhove ljestvica u Ujedinjenom Kraljevstvu, te zauzevši 13. mjesto u SAD-u. Album je bio nominiran za dvije Grammy nagrade u kategoriji Album godine, te Najbolji Rock album, prodavši se u 5 milijuna kopija. 1999. godine, skupina je izvela pjesmu za film Jamesa Bonda, Svijet nije dovoljan. Iste godine, pridonijeli su pjesmi When I Grow Up, za film Big Daddy Adama Sandlera.
Skupina se borila održati svoj početni uspjeh, no njihov treći album iz 2001. godine, beautifulgarbage nije uspjeo dostići komercijalni uspjeh kojeg su postigli njegovi prethodnici. Skupina se također borila ostati zajedno i gotovo se raspala 2003. godine, prije povratka s albumom Bleed Like Me 2005. godine, dosegnuvši 4. mjesto na ljestvicama u SAD-u.
Njihova svjetska turneja iz 2005. godine prekinuta je, te je skupina najavila neodređenu odsutnost, no naglašavala je kako se ne radi o raspadu sastava. Garbage se ponovo okupio početkom 2007. godine, snimivši nove skladbe za album koji se sastoji od njihovih najvećih hitova, Absolute Garbage, koji je u prodaju pušten srpnju 2007. godine.

## Pregled
Vig, producent utjecajnih albuma poput Nirvaninog albuma Nevermind, te albuma Siamese Dream The Smashing Pumpkins, odlučio je opet zasvirati u sastavu. Pozvao je kolege producente Markera i Eriksona, s kojima je svirao u Spooneru i Siretownu, da mu se pridruže. Nakon što je Steve Marker ugledao Mansonovu na MTV-ju (u glazbenom spotu Suffocate Me s njenim sastavom imena Angelfish), pozvao ju je na audiciju za glavnog vokala u sastavu, te se Shirley nakon dvaju audicija pridružila sastavu skupine. Prema navodima Viga, sastav je nazvan Garbage (eng. smeće) prije dolaska Mansonove, nakon što je Pauli Ryan ušao u prostoriju dok je Vig radio na remiksu skladbe za grupu Nine Inch Nails i rekao da zvuči kao smeće.
Srditi, razdraženi i osjećajni tekstovi pjesama sastava suprotstavljaju se njihovoj pamtljivoj glazbi alternativnog rocka i popa. Garbage koristi sampliranje, elektroničke petlje, grunge gitare, i ostale različite efekte pri stvaranju pratećih i melodičnih skladbi, karakteristične zbog sumornog glasa Shirley Manson.

## Karijera
Skupina je u prodaju pustila niz izrazito uspješnih pjesama 1995. i 1996. godine, kulminirajući hitom Stupid Girl. Kasnije te godine u prodaju je pušten njihov prvi album, Garbage, pod izdavačkom kućom Mushroom Recordsa. Našla se među 20 najboljih u SAD-u i 10 najboljih u Ujedinjenom Kraljevstvu. Tijekom tog vremena, sastav je služio kao otvarački sastav na turneji Mellon Collie and the Infinite Sadness grupe Smashing Pumpkins.
Sastav je proveo dvije godine radeći na sljedećem albumu, tijekom kojih je Mansonova postala poznata jer je bila jedna od prvih glazbenih umjetnika koji su održavali svoje blogove. 1998. godine, skladba Push It puštena je u javnost i postala ljetni hit, dosegnuvši 9. mjesto u Ujedinjenom Kraljevstvu i 52. u SAD-u. Sljedeći album, Version 2.0, dosegnuo je vrh ljestvica u Ujedinjenom Kraljevstvu i 13. mjesto u SAD-u. Nominiran je za dvije Grammy nagrade, one u kategoriji Albuma godine i Najboljeg rock albuma. 1999. godine, skupina je izvela pjesmu za film Jamesa Bonda, Svijet nije dovoljan. Iste godine, pridonijeli su pjesmi When I Grow Up, za film Big Daddy Adama Sandlera.
Nakon ponovnog povlačenja u studio na nekoliko godina, sastav je u prodaju pustio sljedeći album 2001. godine, pod imenom beautifulgarbage. Iako je predstavljao najsmioniji i najzreliji zvuk sastava, nije sadržavao nijednu istaknutu komercijalnu skladbu. Zbog toga, nijeda se skladba nije našla na ljestvicama u SAD-u, dok su se četiri skladbe puštene u Ujedinjenom Kraljevstvu našle među 30 najboljih. Ipak, album je uspio dosegnuti 6. mjesto na ljestvicama u Ujedinjenom Kraljevstvu i 13. mjesto u SAD-u, iako je brzo sišao s njih. Garbage je nakon albuma krenuo na uspješnu turneju SAD-om i Europom.
Noviji album grupe, Bleed Like Me, pušten je u prodaju 11. travnja 2005. godine. Našao se na brojnim ljestvicama u brojnim zemljama, uključujući i 4. mjesto na ljestvici u SAD-u, te radio rock hit Why Do You Love Me. U početku, album je imao radni naslov Hands on a Hard Body, no Mansonova je najavila kako je sastav došao do novog naziva, Bleed Like Me, koji bolje zvuči uz poboljšanu dinamiku sastava nakon vremenea tjeskoba i kriza u listopadu 2003. godine. Mansonova je također izjavila kako album Bleed Like Me više naginje hard rocku, te je povratak korijenima Garbagea nakon eklektičkih eksperimenata na albumu beautifulgarbage (izjava koje je odjeknula kod brojnih fanova).
Kasne 2005. godine, pojavile su se glasine kako je na pomolu raspad sastava, te je rečeno kako je Mansonova na pozornici izjavila kako je ovo zadnji put da "to" čine zajedno. U rujnu 2005. godine, službena stranica sastava odbacila je glasine o raskidu, no potvrdila je vremenski neodređenu odsutnosto.
Stvarajući skladbe tijekom više od desetljeća, skupina Garbage do danas je prodala 14 milijuna primjeraka albuma diljem svijeta, uključujući više od 4,7 milijuna primjeraka u SAD-u i 500 000 u Australiji.

## Odsutnost
Fanovi su nagađali hoće li Mansonova snimiti vlastiti solo album nakon što je sastav objavio neograničenu odsutnost. Do početka godine potvrđeno je kako zbilja Mansonova piše nove skladbe. U ožujku službena stranica Davida Arnolda, skladatelja pjesama u filmovima Jamesa Bonda, objavila je kako je pronađen pjevač za sljedeći film. Poslije je potvrđeno kako su zajedno napisali i snimili novu skladbu za film.
Do sredine ožujka Mansonova je u intervjuu za Bilboard magazin izjavila kako zbilja snima solo album, izjavivši pritom kako nema određen raspored kada će ga završiti, te kako je u to vrijeme njena glavna želja zabaviti se i uživati. U još jednom intervjuu u srpnju 2006. za Sunday Times otkrila je kako bi uvojačila pjevača grupe Blue Nile, Paula Buchanana, i zajedno s njim pisala pjesme.
29. listopada 2006. godine, Sunday Mail objavio je kako uz Paula Buchanana i Davida Arnolda, Shirley Manson surađuje s Billyijem Corganom (The Smashing Pumpkins) i Jackom Whiteom (The White Stripes, The Raconteurs) na njenom novom solo albumu. Istovremeno, objavili su kako će se njen prvi solo album u prodaji naći 2007. godine.
Muški dio grupe također je bio aktivan izvan samog sastava. Butch Vig producirao je skladbe za Jimmy Eat World i Against Me!, i napisao je glazbu za dva filma. Prema blogu objavljenom u siječnju 2006. godine, Mansonova je tvrdila kako je Duke Erikson zaposlen pridavajući posljednje detalje na antologiju Američke folk glazbe, dok je Steve Marker također bio uključen u stvaranje glazbe za film.
Garbage je nastupio 31. siječnja 2007. godine u Alex Theatru u Glandaleu, CA, kao dio dobrotvorne priredbe za prijatelja Wallyja 'Llama' Ingrama. Grupa je nastupila sa skladbama Queer, Cup of Coffee i Bleed Like Me poluakustički uz postavu kvarteta.
Butch Vig otkrio je kako će Garbage ponovo ući u studio i snimiti "nekoliko novih skladbi" za album s najvećim hitovima u kasnoj veljači 2007. godine. Naziv spomenutog kompilacijskog albuma jest Absolute Garbage. Album je u prodaju trebao biti pušten u ožujku 2007. godine, no pušten je 23. srpnja 2007.
U nedavnom intervjuu za Bilboard.com, Butch Vig izjavio je kako Garbage razmišlja o stvaranju petog albuma sredinom 2008. godine, rekavši: "Razmišljamo o tome... Mislim da smo zainteresiraniji za stvaranje nečeg prvobitnog i ogoljenijeg. Absolute Garbage postskript je prvog poglavlja. Što god napravimo sljedeće bit će drugo poglavlje."

### Prerade pjesama i improvizacije
Garbage često izvodi prerade pjesama kao dio njihovih nastupa uživo, i kao sastav postao je poznat po izvođenju vjernih i iskrenih izvedbi starijih skladbi.
Na njihovoj prvoj turneji 1996. godine izvodili su jednako učestalo preradu pjesme Supernatural Vica Chesnutta te pjesme Kick My Ass.
Tijekom turneje Version 2,0 1998. godine, sastav je izveo prerade pjesme Day Tripper Beatlesa. 1999. godine, sastav je izveo tradicionalni škotski spjev Roberta Burnsa, John Anderson, te pjesmu Beatlesa, Don't Let Me Down, kao dio posebnog Edinburgh showa kojim se slavilo otvorenje škotskog parlamenta u srpnju 1999. godine.
U vrijeme puštanja albuma beautifulgarbage, sastav je aktivno pitao publiku njihove zahtjeve i želje, što ih je dovelo do pokušaja izvedbe pjesme Suffocate Me, čiji je originalni izvođač Mansonin prvotni sastav Anglefish, te pjesme Dancing Queen grupe ABBA, kao i ubacivanje prerade pjesme Can't Get You out of My Head pjevačice Kylie Minogue.
Sastav je izveo pjesmu Pride (In the Name of Love) grupe U2, na posebnoj večernjoj MusiCares dodjeli nagrada 2003. godine za Bona, kao i pjesmu I Fall to Pieces pjevačice Patsy Cline po prvi put u Nashvilleu, Tennessee, na Random Auditoriumu 6. svibnja 2005. godine. Poslije su ponovno izveli obradu ove pjesme u Columbusu, Ohio. Mansonova u zadnje vrijeme citira pjesmu Singin' in the Rain u brojnim izvedbama svoje pjesme Only Happy When It Rains.
Na turneji 2005. godine u Australiji, Duke Erikson izveo je pjesmu I'm Waiting For The Man Velvet Undergrounda na Brisbane showu.
Mansonova je poznata po improviziranju pri izvedbi određenih pjesama sastava uključujući pjesme:
- Not My Idea – improvizirani dijelovi pjesama Once in a Lifetime Talking Headsa, No Woman, No Cry Boba Marleya, i Temptation grupe New Order.
- Vow – imrovizirani dijelovi pjesama Revenge pjevačice Patti Smith, Why D'Ya Do It pjevačice Marianne Faithfull, Why Don't We Do It in the Road? grupe The Beatles, You're So Vain pjevačice Carly Simon, i Let's Do It, Let's Fall in Love pjevača Colea Portera.
- Special – improvizirani dijelovi pjesama Kid i Talk of the Town grupe The Pretenders
- Trip My Wire – improvizirani dijelovi pjesama Mystery Train Junior Parkera, i Good Golly, Miss Molly Little Richarda
- Stupid Girl – improvizirani dijelovi pjesama Wannabe grupe Spice Girls, i Groove Is in the Heart Dee-Litea
- Parade – improvizirani dijelovi pjesme Get Ur Freak On pjevačice Missy Elliot

Pjesme A Stroke of Luck, Queer, i You Look So Fine također često sadrže improvizirane dijelove, no dosad, nitko nije uspio dokučiti o kojim se pjesmama radi.

## Turneje
Sastav je izveo četiri turneje – jednu za svaki objavljeni album – dok je za svaku od njih bilo potrebno 15 do 20 mjeseci za njihovo dovršenje. Tijekom ovih turneja, uz njih su nastupali potporni sastavi poput Smahing Pumpkinsa, No Doubta, Alanis Morissette, U2 i Red Hot Chili Peppersi.
Njihove turneje bile su:
- Garbage – od studenog 1995. godine do prosinca 1996. godine
- Version 2.0 – od svibnja 1998. godine do studenog 1999. godine
- beautifulgarbage – od listopada 2001. godine do studenog 2002. godine
- Bleed Like Me – od ožujka 2005. godine do listopada 2005. godine

Garbage je turnejom Bleed Like Me, koja je započela u ožujku 2005. godine, promovirala svoj novi istoimeni album. Ipak, krajem kolovoza, sve prethodno najavljene turneje u Europi otkazane su, i turneja je završila u rujnu 2005. godine, u Australiji.

## Diskografija
- Garbage (1995.)
- Version 2.0 (1998.)
- beautifulgarbage (2001.)
- Bleed Like Me (2005.)
- Not Your Kind of People (2012.)
- Strange Little Birds (2016.)
- No Gods No Masters (2021.)

## Vanjske poveznice
- Garbage.com Službene stranice
- Garbage Disco Box Službene stranice obožavatelja